# Thunder Force
Thunder Force (jap.: サンダーフォース, Sandā Fōsu) ist eine Reihe von Shoot-’em-up-Spielen des Herstellers Technosoft, deren erster Titel 1983 erschien. Größere Bekanntheit erlangte die Serie mit der Veröffentlichung von Teil II bis IV für das Sega Mega Drive.

## Überblick
Die frühen Spiele der Reihe haben sowohl multi-direktional scrollende Level aus der Vogelperspektive, als auch seitlich scrollende Level, ähnlich wie bei den Spielen R-Type und Gradius. Seit Teil III wird auf die Vogelperspektive verzichtet.
Besonderes spielerisches Merkmal ist die Tatsache, dass das Raumschiff des Spielers mehrere Waffensysteme auf einmal umfasst, zwischen denen frei gewählt werden kann. Zudem werden diese Waffen auch separat aufgerüstet. Weiterhin ist auch bemerkenswert, dass der Spieler jederzeit in vier Stufen die Manövergeschwindigkeit seines Gefährts variieren kann.

## Chronologie
- 1983: Thunder Force (Sharp X1/Sharp MZ-1500/NEC PC-6001/NEC PC-98/NEC PC-88/Fujitsu FM-7)
- 1988: Thunder Force II (Sharp X68000)
- 1989: Thunder Force II MD (Sega Mega Drive) – Portierung von Thunder Force II
- 1990: Thunder Force III (Sega Mega Drive)
- 1990: Thunder Force AC (Arcade-Spiel) – Spielhallen-Portierung von Thunder Force III
- 1991: Thunder Spirits (SNES) – Portierung von Thunder Force AC
- 1992: Thunder Force IV (Sega Mega Drive) – auch als Lightening Force: Quest for the Darkstar in den USA erschienen
- 1996: Thunder Force Gold Pack 1 (Sega Saturn) – enthält Thunder Force II und Thunder Force III
- 1996: Thunder Force Gold Pack 2 (Sega Saturn) – enthält Thunder Force IV und Thunder Force AC
- 1997: Thunder Force V: Perfect System (Sega Saturn, PlayStation)[1]
- 2008: Thunder Force VI (PlayStation 2) – wurde nicht von Technosoft, sondern von Tetsu Okano im Auftrag von Sega entwickelt

Ein sechster Teil war ursprünglich für Dreamcast in Planung gewesen, wurde aber nie fertiggestellt.